# Мустела жовтошия
Мустела жовтошия (Mustela kathiah) — ссавець, дрібний хижак з родини Мустелові (Mustelidae).

## Середовище проживання
Країни поширення: Бутан, Китай, Індія, Лаос, М'янма, Непал, Таїланд, В'єтнам.
У Гімалаях, цей вид знаходиться між висотами 1800 і 4000 м. Висотний кордон знизу ймовірно є 1000 метрів. Населяє соснові ліси, а також зустрічається вище межі лісу.

## Морфологія
Голова і тіло довжиною 250–270 мм, хвіст довжиною 125–150 мм, вага 168–250 гр. Довжина хвоста більше половини, а іноді і майже дві третини довжини голови і тіла.
Верхні частини тіла темно-коричневі, низ тіла темно-жовтий. Край верхніх губ, підборіддя і трохи шиї білуваті. Подушечки добре розвинені й оголені.

## Стиль життя
Ведуть нічний спосіб життя, солітарні, територіальні. Поживою є птахи, яйця птахів, гризуни, ящірки, жаби, фрукти і комахи.

## Відтворення
Спарювання відбувається в кінці весни або на початку літа. Пологи відбуваються в квітні і травні. Народжується від 3 до 18 дитинчат. Статева зрілість настає за рік.